# Brionne
Brionne, ou em português Briona, é uma comuna francesa na região administrativa da Normandia, no departamento de Eure. Estende-se por uma área de 16,76 km². Em 2010 a comuna tinha 4 386 habitantes (densidade: 261,7 hab./km²).